# Sint-Jan-de-Doperkerk (Verviers)

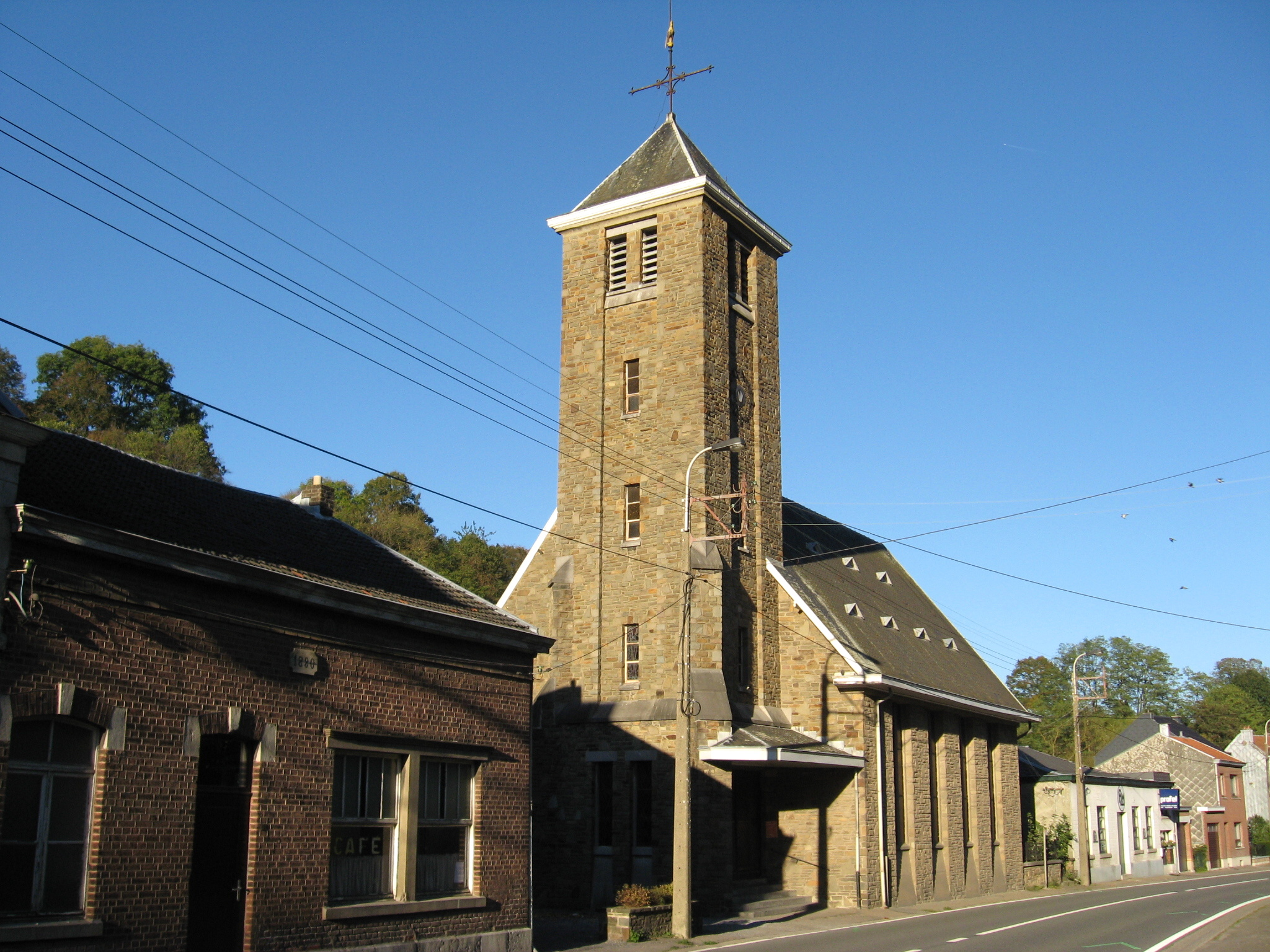
Sint-Jan-de-Doperkerk

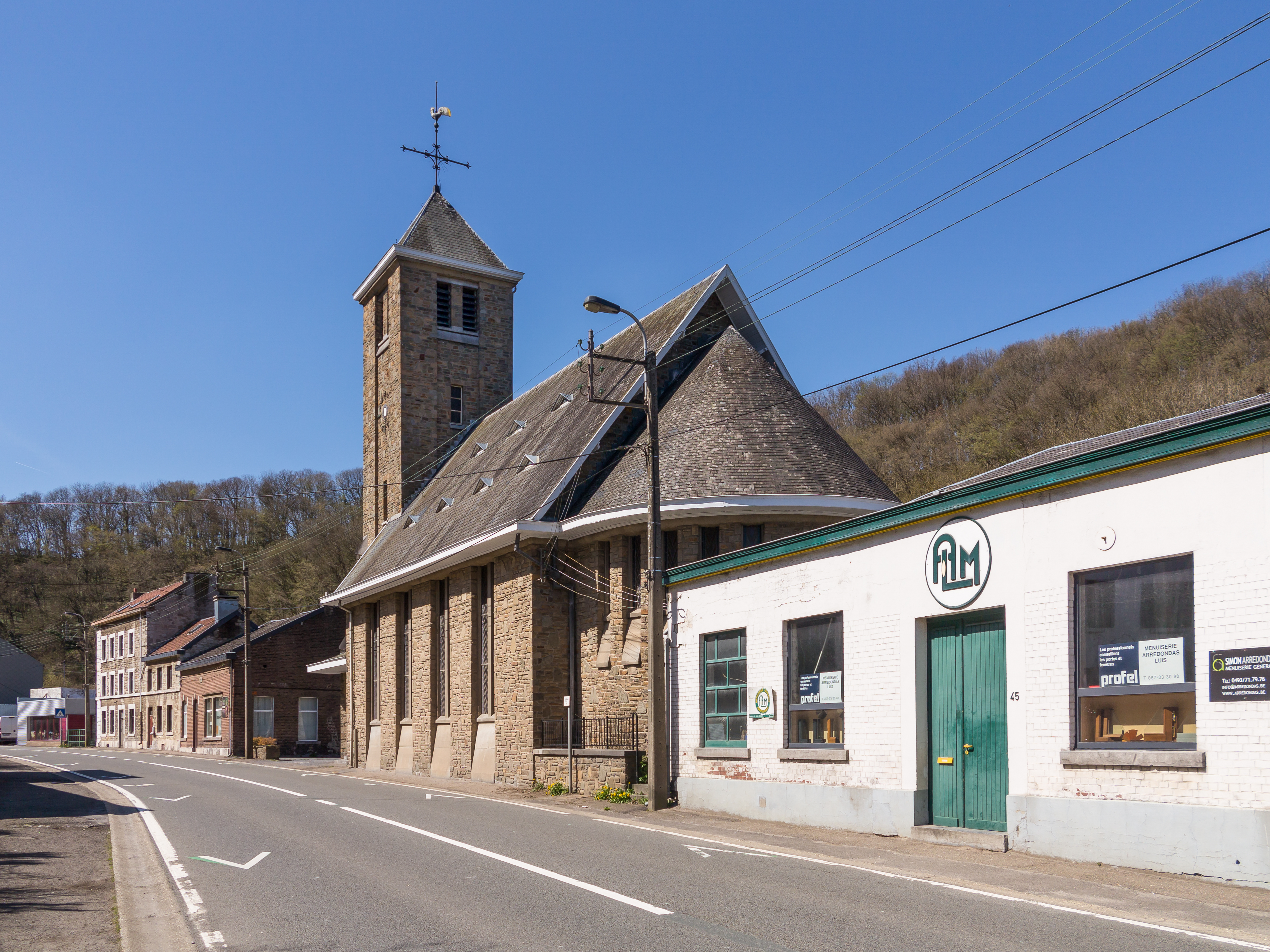
idem

De Sint-Jan-de-Doperkerk (Église Saint-Jean-Baptiste) is de parochiekerk van de in het stadsdeel Stembert van de Belgische gemeente Verviers gelegen buurtschap Surdents, gelegen aan de Rue Surdents.

## Geschiedenis
In 1869 werd een kapel gebouwd door de firma Iwan Simonis, welke in de nabijheid een fabriek bezat. In 1946 werd deze verheven tot parochiekerk maar in 1954 werd ze vernield door een brand. In 1957 werd de huidige kerk gebouwd naar ontwerp van Emile Burguet.
Het is een eenbeukig kerkgebouw van vier traveeën met een vierkante, voorgebouwde toren, gedekt door een tentdak. De kerk werd opgetrokken in breuksteen.
Het kerkinterieur is uit de tijd van de bouw, maar enkele heiligenbeelden zijn afkomstig uit de vroegere kapel en dateren uit de 2e helft van de 19e eeuw.